# Eleccions legislatives luxemburgueses de 1934
El 3 de juny de 1934 es van celebrar unes eleccions generals parcials a Luxemburg, on es van elegir 29 dels 54 escons a la Cambra de Diputats al sud i a l'est del país. El Partit de la Dreta va aconseguir 12 dels 29 escons, fet que va reduir el seu nombre total de 26 a 25 diputats.
El Partit Comunista de Luxemburg va aconseguir el seu primer escó, però posteriorment fou invalidat per votació a la Cambra de Diputats. Aquest diputat fou concedit al Partit Socialista, que havia votat en contra de la seva expulsió.

## Resultats
| Partit                                   | Vots    | %[a] | Escons   | Escons    | Escons |
| Partit                                   | Vots    | %[a] | Diputats | Nou total | +/–    |
| ---------------------------------------- | ------- | ---- | -------- | --------- | ------ |
| Partit de la Dreta                       | 407,838 | 41.7 | 12       | 25        | –1     |
| Partit dels Treballadors de Luxemburg    | 404,729 | 29.4 | 10       | 14        | –1     |
| Partit Independent de l'Est              | 50,707  | 11.6 | 3        | 3         | +1     |
| Partit Radical Liberal                   | 141,695 | 10.3 | 3        | 7         | +1     |
| Partit Comunista de Luxemburg            | 70,940  | 5.2  | 1        | 1         | +1     |
| Altres partits                           | 793     | 0.1  | 0        | 0         | –      |
| Independents                             | 25,694  | 1.9  | 0        | 0         | –      |
| Partit dels Grangers i la Classe Mitjana | –       | –    | –        | 2         | 0      |
| Partit Progressista Democràtic del Nord  | –       | –    | –        | 1         | 0      |
| Partit Independent                       | –       | –    | –        | 1         | 0      |
| Nuls/vots en blanc                       | 3,207   | –    | –        | –         | –      |
| Total                                    | 69,623  | 100  | 29       | 54        | 0      |
| Registered voters/turnout                |         |      | –        | –         | –      |
| Font: Nohlen & Stöver                    |         |      |          |           |        |

a  El percentatge dels vots no està relacionat amb el nombre total de la taula, ja que els votants podien realitzar més vots en algunes circumscripcions que en d'altres i, per tant, està calculat segons la proporció de vots rebuts en cada circumscripció.